# 5676 Voltaire
Az 5676 Voltaire (ideiglenes jelöléssel 1986 RH12) a Naprendszer kisbolygóövében található aszteroida. Ljudmila Georgijevna Karacskina fedezte fel 1986. szeptember 9-én.